# Вяткина, Наталья Александровна
Ната́лья Алекса́ндровна Вя́ткина (бел. Наталля Аляксандраўна Вяткіна; род. 10 февраля 1987, Горки-10) — белорусская легкоатлетка, специалистка по тройному прыжку. Выступала за сборную Белоруссии по лёгкой атлетике в 2006—2016 годах, победительница и призёрка первенств национального значения, участница летних Олимпийских игр в Рио-де-Жанейро. Мастер спорта Республики Беларусь международного класса.

## Биография
Наталья Вяткина родилась 10 февраля 1987 года в посёлке Горки-10 Одинцовского городского округа Московской области. Впоследствии постоянно проживала в Гомеле.
В 2003 году поступила в Республиканское государственное училище олимпийского резерва, с 2006 года училась в Белорусском государственном университете физической культуры, но затем перевелась в Белорусский государственный университет — в 2011 году окончила его по специальности «юрист-правовед». Начинала заниматься лёгкой атлетикой у Сергея Анатольевича Коваленко, позже была подопечной тренеров Владимира Владимировича Шагуна и Дмитрия Викторовича Селиверстова. С 2013 года — спортсмен-инструктор отдела Спортивного комитета Вооруженных Сил Республики Беларусь.
Впервые заявила о себе в лёгкой атлетике на международном уровне в сезоне 2006 года, когда вошла в состав белорусской национальной сборной и выступила на юниорском мировом первенстве в Пекине, где в зачёте тройного прыжка с результатом 13,35 стала седьмой.
В 2009 году в тройном прыжке одержала победу на чемпионате Белоруссии в Могилёве (13,64), стартовала на чемпионате Европы в помещении в Турине (13,69) и на молодёжном европейском первенстве в Каунасе (13,70).
На чемпионате Европы 2010 года в Барселоне показала в той же дисциплине результат 13,94, расположившись в итоговом протоколе соревнований на девятой строке.
В 2011 году была седьмой в Суперлиге командного чемпионата Европы в Стокгольме (13,73) и четвёртой на Всемирных военных играх в Рио-де-Жанейро (13,73). Будучи студенткой, представляла Белоруссию на Универсиаде в Шэньчжэне, где прыгнула ровно на 14 метров и стала шестой.
В 2013 году на соревнованиях в Бресте показала свой лучший результат в карьере — 14,40 метра. Также в этом сезоне заняла восьмое место в Суперлиге командного чемпионата Европы в Гейтсхеде (13,60). Отметилась выступлением на чемпионате мира в Москве — с результатом 13,19 в финал не вышла.
На чемпионате Европы 2014 года в Цюрихе показала результат 13,13, не сумев преодолеть предварительный квалификационный этап. Помимо этого, добавила в послужной список серебряную награду, полученную в тройном прыжке на Мемориале братьев Знаменских в Жуковском.
В 2015 году на чемпионате Европы в помещении в Праге с личным рекордом 14,21 благополучно вышла в финал, но в решающей стадии соревнований прыгнула на 13,69 и стала седьмой. На Всемирных военных играх в Мунгёне была четвёртой (13,42).
В 2016 году принимала участие в чемпионате Европы в Амстердаме (13,35). Выполнив олимпийский квалификационный норматив, удостоилась права защищать честь страны на летних Олимпийских играх в Рио-де-Жанейро — в программе тройного прыжка показала результат 13,25 метра, чего оказалось недостаточно для преодоления предварительного этапа. По окончании Олимпиады в Рио завершила спортивную карьеру.
За выдающиеся спортивные достижения удостоена почётного звания «Мастер спорта Республики Беларусь международного класса».